# 平和村 (奈良県)
平和村（へいわむら）は奈良県北西部、添上郡に属していた村。現在は大和郡山市の一部。

## 歴史
- 1889年（明治22年）4月1日 - 町村制の施行により、添上郡 稗田村, 美濃庄村, 大江村, 若槻村, 井戸野村, 上三橋村, 下三橋村, 番匠田中村が合併し平和村が成立。
- 1953年（昭和28年）12月10日 - 郡山町に編入され、消滅。